# Napa (miasto)
Napa – miasto w Stanach Zjednoczonych, w stanie Kalifornia, w hrabstwie Napa (siedziba władz hrabstwa). Według spisu ludności przeprowadzonego przez United States Census Bureau w roku 2010, w Napa mieszka 76 915 mieszkańców.

## Miasta partnerskie
- Fairfield, Stany Zjednoczone
- Iwanuma, Japonia
- Telawi, Gruzja
- Launceston, Australia